# ND Dravinja
ND Dravinja slovenski je nogometni klub iz Slovenskih Konjica.

U sezoni 2024./25. natječe se u Drugoj slovenskoj ligi.

## O klubu
Klub je osnovan 1934. pod nazivom Sportni Klub Konjice.
Od 1968. godine nosio je ime NK Dravinja.

Od 1977. do 1980. Slovenski nogometni savez prisilio ga je na spajanje sa susjednim klubovima i formiranje Uniora, koji se tri sezone natjecao u Slovenskoj republičkoj ligi.

Godine 1999. postaje Društvo mladih nogometašev Dravinjske doline i daje maksimalnu pozornost odgajanju mladih igrača.

Godine 2003. postaje ND Dravinja.

## Unutarnje poveznice
- Slovenske Konjice

## Vanjske poveznice
- Službena web-stranica